# Záluží (Boemia centrale)
Záluží è un comune della Repubblica Ceca facente parte del distretto di Beroun, in Boemia Centrale.